# Umeå Södra FF
Umeå Södra FF ist ein schwedischer Frauenfußballverein aus Umeå. Die Mannschaft trat eine Spielzeit in der Damallsvenskan an.

## Geschichte
Umeå Södra FF gründete sich 1982 als Zusammenschluss der Frauenfußballabteilungen von Röbäcks IF und Tegs SK. Im Laufe der Jahre spielte sich der Klub bis in die Zweitklassigkeit. Zur Jahrtausendwende etablierte sich die Mannschaft im vorderen Ligabereich der Division 1. Als Vizemeister der Nordstaffel verpasste sie 2003 hinter Själevads IK sowie im folgenden Jahr hinter AIK den Aufstieg in die Damallsvenskan, hatte dabei aber jeweils deutlichen Rückstand aufzuweisen. Nach einer erneuten Vizemeisterschaft mit neun Punkten Rückstand auf AIK am Ende der Spielzeit 2006 stieg der Klub nach der folgenden Spielzeit erstmals in die erste Liga auf, als Piteå IF um sechs Punkte distanziert wurde.
Der Mannschaft von Umeå Södra FF gelangen im Lauf der Erstliga-Spielzeit 2008 lediglich zwei Saisonsiege, so dass sie gemeinsam mit dem im Saisonverlauf sieglosen Bälinge IF in die Zweitklassigkeit absteigen musste. Als Tabellenfünfter verpasste sie den direkten Wiederaufstieg.